# Pierre Dugied
Pour les articles homonymes, voir Dugied.
Pierre Dugied (ou Duguied) (1798-1879), Après une jeunesse tumultueuse où il participe activement à la charbonnerie et au mouvement saint-simonien, il retourne en Côte d'Or et devient médecin, notable catholique à Dijon.

## Biographie
Pierre Dugied (ou Duguied) est fils d'un négociant et propriétaire, il fait ses études au lycée de Dijon. 

### Jeunesse
Pierre Dugied, avec ses amis Saint-Amand Bazard, Philippe Buchez et Nicolas Joubert, entre dans différentes sociétés secrètes. En juin 1820 ils participent à la création de la loge des « Amis de la Vérité », il ne faut pas en déduire qu'ils deviennent strictement maçon et que telle est leur intention, les difficultés qu'ils ont à faire reconnaître leur loge auprès du Grand Orient, souligne le décalage de leurs aspirations, plutôt républicaines voire simplement « tout sauf les Bourbons ». Peu de temps après sa création la loge prend, le 19 août, une part active à la « conspiration militaire du bazard », après son échec, des membres compromis se réfugient en Italie.
Dugied et Joubert se retrouvent à Naples en pleine révolution, ils sont initiés aux secrets de la carbonaria, l'échec de ce mouvement active leur retour en France. Dugied rapporte les statuts de l'organisation italienne. Une première réunion a lieu au domicile de Buchez, on y retrouve des membres de la loge : Rouen aîné avocat des étudiants en droit, Limperani, Guinard, Sautelet, Sigond étudiant en médecine, et deux employés de l'octroi Bazard et Flottard. Ils décident de traduire les documents et quelque temps plus tard ils fondent la Charbonnerie française. Dugied fait partie de ceux qui vont exporter le mouvement en province, il va en Côte-d'Or.

### Saint-simonien
Membre du Collège, instance dirigeante saint-simonienne. Avec Carnot il est directeur de l'enseignement d'un secteur de la doctrine du mouvement : Les vues de la doctrine sur la science et la législation considérée comme moyen d'éducation. Il va avec Pierre Leroux, Hippolyte Carnot, Margerin et Paul Mathieu Laurent en croisade en Belgique. Lors de la scission entre Prosper Enfantin et Saint-Amand Bazard, il se retire avec Pierre Cazeaux, Carnot, Henri Fournel et sa  femme Cécile, Adolphe Guéroult, Bazard et sa femme Claire. 

### Médecin Catholique
Pierre Dugied se marie en 1837 avec Adèle Martin, artiste peintre.
À Dijon, le Docteur Pierre Dugied, converti Catholique, est l'un des fondateurs de la Conférence de Saint-Vincent de Paul. 
En 1844, il participe à la reprise du journal « Le Spectateur », une publication à parution tri-hebdomadaire dont l'objet est « de servir avant tout et sans aucun esprit de parti les intérêts de la religion catholique » le clergé y joue un rôle prépondérant aux côtés d'« hommes d'œuvres ».

## Publication
- De l'extinction de la mendicité à Dijon et de quelques autres questions qui s'y rattachent, Dijon, 1853[7].